# Manuel María Gutiérrez Beganige
Manuel María Gutiérrez Beganige (Cádiz 1775 - Madrid 1850) fue un economista español.
Nació en Cádiz el 16 de julio de 1775. Hijo de Juan Antonio Gutiérrez e Isabel Beganige. Estudió Teología en el Colegio-Seminario de San Fulgencio de Murcia, donde alcanzó el título de doctor. Tras terminar sus estudios, ejerció como profesor de teología en esta institución hasta que en 1801 fue expulsado por participar en la defensa y difusión de las doctrinas liberales revolucionarias.
Entre 1801 y 1811 es probable que viajara por España, Francia e Inglaterra. En 1811, se sabe que residía en Madrid, donde nacen sus dos hijos Manuel María y Eduardo. Obtuvo la cátedra de comercio y economía política del Consulado Marítimo y Terrestre de Málaga en 1818, donde con cierta inestabilidad en su desempeño, permaneció hasta 1826, en que se suprimió esta cátedra. Tras abandonar Málaga se trasladó de nuevo a Madrid, donde ocupó varios puestos como funcionario de la Hacienda Pública, como secretario de la Junta Revisora de Aranceles, en la Dirección General de Rentas y como asesor de la comisión de fabricantes de hilados, tejidos y estampados de algadón del Principado de Cataluña. Simultanéo su actividad pública con el ejercicio de la actividad periodística sobre política y economía, en periódicos como el Correo Literario y Mercantil, El Patriota, Miscelánea de Comercio, Artes y Literatura, Cartas Españolas y Boletín de Comercio.

## Obras
Tradujo algunas obras económicas como la segunda edición de 1816 del Traité d'économie politique, Traité d'économie politique ou simple exposition de la manière dont se forment, se distribuent et se composent les richesses de Jean-Baptiste Say, Élements d'idéologie de A.L.C. Destud de Tracy y en 1831, Elementos de economía política de James Mill. su obra más importante es Nuevas consideraciones sobre libertad absoluta de comercio y puertos francos o impugnación de la Memoria del señor don Pío Pita Pizarro y de las reflexiones sobre aduanas y efectos de la ley prohibitiva, por el señor don Manuel Inclán y del folleto La España en su estado actual y porvenir, por un viajero inglés, publicada en 1839. En su pensamiento económico evolucionó desde tesis librecambistas hacia teorías proteccionistas y cuasi prohibicionistas, que defendió desde la década de 1830.